# Matthew Lewis
Matthew David Lewis (Leeds, West Yorkshire, 27 de junho de 1989) é um ator britânico, conhecido por seu papel de Neville Longbottom nos filmes da série Harry Potter. Para conquistar o papel, contou o fato de Lewis ser muito fã da série - ele andava vestido de bruxo pela casa. Depois do primeiro filme, continuou com hábitos "nerds": foi o representante especial de Potter em uma convenção de quadrinhos e ficção científica Harry na Nova Zelândia.
No dia 18 de novembro de 2010, Lewis promoveu Harry Potter and the Deathly Hallows no Brasil. Esta foi a primeira vez que isto aconteceu na estreia de um filme da saga no país.

## Vida pessoal
Lewis nasceu em Horsforth, Leeds, West Yorkshire, Inglaterra, filho de Lynda (nascida Needham) e Adrian Lewis Ele tem também dois irmãos mais velhos chamado Chris e Anthony. É um ávido fã de rugby e torce pela equipe de Leeds Rhinos na Super Liga. Em uma entrevista com WBEZ, Lewis declarou sua associação com o número 11 e como ele já apareceu várias vezes ao longo de sua vida, como por exemplo o fato de ter 11 anos de idade quando obteve o papel para Harry Potter. Essa crença o levou a obter uma tatuagem do número 11 em seu braço direito e ter um número incontável de roupas com o número 11 estampado.

## Carreira
Lewis atua desde os cinco anos de idade. Começou com papéis menores em programas de televisão, estreando em Some Kind of Life.
Ele então passou a interpretar Neville Longbottom nos oito filmes de Harry Potter.
Durante as filmagens de Harry Potter e a Ordem da Fênix, Helena Bonham Carter, que interpreta a personagem Bellatrix Lestrange, acidentalmente rompeu o tímpano de Lewis quando ela enfiou a varinha no ouvido dele.
A autora da série Harry Potter, JK Rowling, fez um discurso durante a última estreia mundial de Harry Potter e as Relíquias da Morte Parte 2 em 7 de julho de 2011 em Londres, Inglaterra. Ela afirmou que havia sete principais membros do elenco da série, a quem ela se referiu como The Big Seven, e ela nomeou Lewis como um dos sete membros, junto com Daniel Radcliffe, Rupert Grint, Emma Watson, Tom Felton, Evanna Lynch, e Bonnie Wright.
Filmado antes do lançamento de Relíquias da Morte, Lewis interpretou o repórter no filme independente The Sweet Shop. Lewis interpretou o personagem Jamie Bradley em uma série de cinco partes chamada The Syndicate, escrita por Kay Mellor, que foi transmitida pela BBC One na primavera de 2012.
Em julho de 2012, Lewis apareceu em um videoclipe chamado Filth por A Band of Buriers; Matthew co-estrelou com a atriz Lily Loveless, que juntos, retratou namorado e namorada no vídeo. Lewis desempenhou o papel de Dodd no filme Wasteland de 2012 (conhecido no Reino Unido como The Rise ), escrito e dirigido por Rowan Athale. O filme foi exibido no Newport Beach Film Festival no domingo, 28 de abril de 2013 e segunda-feira, 29 de abril de 2013. Lewis também estrela como Patrick em Como eu era antes de você, que foi lançado nos cinemas em junho de 2016.

## Filmografia
| Ano  | Título                                              | Papel                            | Referências                                      |
| ---- | --------------------------------------------------- | -------------------------------- | ------------------------------------------------ |
| 2018 | Terminal (2018)                                     | Lenny                            |                                                  |
| 2016 | Me Before You                                       | Patrick                          |                                                  |
| 2013 | O Sweet Shop                                        | Repórter                         |                                                  |
| 2011 | Harry Potter and the Deathly Hallows: Part 2        | Neville Longbottom               |                                                  |
| 2010 | Harry Potter and the Deathly Hallows: Part 1        | Neville Longbottom               |                                                  |
| 2010 | Harry Potter and the Forbidden Journey              | Neville Longbottom               |                                                  |
| 2009 | Harry Potter and the Half-Blood Prince              | Neville Longbottom               |                                                  |
| 2007 | Harry Potter and the Order of the Phoenix           | Neville Longbottom               |                                                  |
| 2006 | The Children's Party at the Palace                  | Neville Longbottom               |                                                  |
| 2005 | Harry Potter and the Goblet of Fire                 | Neville Longbottom               |                                                  |
| 2004 | Harry Potter and the Prisoner of Azkaban            | Neville Longbottom               |                                                  |
| 2002 | Harry Potter and the Chamber of Secrets             | Neville Longbottom               |                                                  |
| 2001 | Harry Potter and the Philosopher's Stone            | Neville Longbottom               |                                                  |
| 2000 | This Is Personal: The Hunt for the Yorkshire Ripper | Christopher Oldfield, com 9 anos | filme para televisão                             |
| 1999 | Heartbeat                                           | Alan Quigley                     | episódio de televisão Hollywood or Bust          |
| 1998 | City Central                                        | Ben Morton                       | episódio de televisão Throwing It All Away       |
| 1997 | Where the Heart Is                                  | Billy Bevan                      | episódio de televisão Things Fall Apart          |
| 1996 | Dalziel and Pascoe                                  | Davy Plessey                     | episódio de televisão An Advancement of Learning |
| 1995 | Some Kind of Life                                   | Johnathan Taylor                 |                                                  |